# Frauentál
Frauentál (deutsch Frauenthal, auch Hochofen) ist eine Wüstung auf dem Gebiet der Gemeinden Rozvadov (Roßhaupt) und Přimda (Pfraumberg) in Tschechien. Sie liegt fünf Kilometer westlich von Přimda und gehört zum Okres Tachov.

## Geographie
Die erloschene Siedlung Frauentál befand sich linksseitig des Václavský potok (Hochofenbach bzw. Mühllohbach), einem linken Zufluss zum Kateřinský potok (Katharinabach), im böhmischen Teil des Oberpfälzer Waldes (Český les). Im Nordosten erheben sich der der Sklárenský vrch (Entenbühl, 593 m n.m.) und der Václavský vrch (Wenzelberg, 584 m n.m.), östlich die Židovská stráň (Judenrang, 651 m n.m.), im Südosten die Tomáška (Tomaschkaberg, 631 m n.m.) und der Huťský vrch (Hüttenberg, 601 m n.m.) sowie nordwestlich der Panský vrch (562 m n.m.). Nördlich der Wüstung verläuft die Staatsstraße II/605 zwischen Přimda und Rozvadov; entlang dieser Straße führt die Vyhlídková naučná stezka (Panoramalehrpfad) von Rozvadov nach Svatá Kateřina (St. Katharina). Unmittelbar östlich befindet sich am Václavský potok der Hansenteich, einen Kilometer bachaufwärts der Václavský rybník (Wenzelteich). Frauentál liegt im Landschaftsschutzgebiet Český les, dicht an der Grenze zum Naturpark Český les.
Nachbarorte waren Horní Maxův Mlýn (Obere Maxmühle) im Norden, die Wüstung Pytlíkov (Bittligau) im Nordosten, Venclův Mlýn (Wenzelmühle), Mílov (Mühlloh) und Přimda im Osten, Milíře (Brand) im Südosten, Šestý Železný Hamr (Sechster Hammer) im Süden, Svatá Kateřina (Sankt Katharina) im Südwesten, Kateřinské Chalupy (Katharinahäuseln) im Westen sowie Mnichovství (Münchsfeld) im Nordwesten.

## Geschichte
Im Jahre 1716 nahmen die Besitzer der Fideikommissherrschaft Maierhöfen mit Pfraumberg, die Grafen Kolowrat-Nowohradsky, am Mühllohbach eine Eisenhütte zur Aufbereitung der am Tiefenloh im Zirkwald bei Roßhaupt gewonnenen Eisenerze in Betrieb. Wenig später entstand bachabwärts für die Hüttenleute eine Siedlung, der die Grundherren den von der Bevölkerung nicht angenommenen Namen Frauenthal gaben. Die erste schriftliche Erwähnung dieser Siedlung erfolgte 1726 im Maierhöfener Grundbuch unter dem Namen Hochofen. 1749 wurde die östlich von Hochofen gestandene Wenzelmühle wiederaufgebaut. Zum Ende des 18. Jahrhunderts wurde bei dem der Gemeinde St. Katharina zugerechneten Hochofen gelegentlich ein Schlackenbad bereitet. Im Jahre 1810 erfolgte die Vergrößerung des Wenzelweihers zum Wasserreservoir für die Eisenhütte Frauenthal. In der ersten Hälfte des 19. Jahrhunderts erfolgte die Erweiterung des Hüttenbetriebs. Neben dem für einen rentablen Hüttenbetrieb nicht ausreichenden Sphärosiderit aus dem auf herrschaftlichen Grund gelegenen Gruben am Tiefenloh und bei Eisendorf wurden zunehmend auch Erze aus der Gegend von Sulzbach und Amberg im Königreich Bayern importiert.
Im Jahre 1835 war die aus zehn Häusern, darunter dem Schichtmeisterhaus, einem Wirtshaus und einem Jägerhaus sowie dem alten und dem neuen Hochofen bestehende Einschicht Frauenthal nach St. Katharina konskribiert. Pfarrort war Wusleben, zuständig die Filialkirche in St. Katharina. Die herrschaftliche Eisenfabrik bestand aus zwei Hochöfen, sieben Stabhämmern, zwei Zainhämmern, einem Blechhammer und einem Verzinnhaus mit insgesamt 73 Beschäftigten. Die jährliche Produktionsmenge lag zwischen 8000 und 9500 Zentnern Roheisen, 4 und 500 Zentnern Gusswaren – vorwiegend Teilen für landwirtschaftliche Maschinen und Grabkreuzen –, 6 und 4000 Zentnern Schmiedeeisen, 300 Zentnern Schwarzblech, 340 Zentnern verzinntem Blech sowie 80 Zentnern Schwarzblechprodukten. Zur Entwässerung des Bergwerks bei Eisendörfel wurde 1837 eine Dampfmaschine aufgestellt. Um 1838 erfolgte der Bau des Apolloniagrabens, der dem Wenzelweiher Wasser aus dem Quellgebiet des Apolloniabaches zuführte. Bis zur Mitte des 19. Jahrhunderts blieb die Siedlung der Fideikommissherrschaft Maierhöfen mit Pfraumberg untertänig, Besitzer waren die Grafen Kolowrat-Krakowsky.
Nach der Aufhebung der Patrimonialherrschaften bildete Frauenthal ab 1850 eine Ansiedlung der Gemeinde St. Katharina im Bezirk Tachau und Gerichtsbezirk Pfraumberg. Ab 1855 gehörte die Siedlung zum Bezirk Pfraumberg. Ab 1868 war Frauenthal wieder Teil des Bezirks Tachau. Die Eisenhütte wurde 1872 stillgelegt, da sie gegenüber den Importen aus England nicht konkurrenzfähig war. Im Jahre 1886 nahm in Frauenthal eine Spiegelglashütte den Betrieb auf. Nach dem Zusammenbruch der k.k. Monarchie wurde die Siedlung 1918 Teil der neu gebildeten Tschechoslowakei. Beim Zensus von 1921 wurden für die Häusergruppe Frauenthal keine separaten Daten veröffentlicht. Die Glashütte Frauenthal war eine der letzten Glasfabriken im Bezirk Tachau, sie produzierte bis 1925. In Folge des Münchner Abkommens wurde Frauenthal im Oktober 1938 dem Deutschen Reich zugeschlagen und gehörte bis 1945 zum Landkreis Tachau. Nach dem Ende des Zweiten Weltkrieges 1945 wurde die Siedlung wieder Teil der Tschechoslowakei und erhielt den tschechisierten Namen Frauentál. Die deutschböhmische Bevölkerung wurde vertrieben und Frauentál nicht wieder besiedelt. Seit 1950 gilt Frauentál als erloschen. Im Jahre 1960 wurde die erloschene Siedlung Frauentál zusammen mit Kateřina nach Rozvadov eingemeindet, wobei der unterhalb des Václavský rybník gelegene östliche Teil der Flur der Gemeinde Přimda zugeschlagen wurde.
In der überwiegend verbuschten Wüstung sind der Torso des alten Hochofens, eine Gewölbebrücke über den Václavský potok sowie Mauerreste und Keller erhalten. Im Tal des Václavský potok sind Schlackenhalden und Abfallkippen der Glashütte sichtbar.

## Ortsgliederung
Die Wüstung Frauentál ist zwischen den Gemeinden Rozvadov (Ortsteil Svatá Kateřina) und Přimda aufgeteilt. Die ehemalige Ortsstelle wird der Grundsiedlungseinheit Kateřinské Chalupy und der mittlere Teil der Flur der Grundsiedlungseinheit Svatá Kateřina zugerechnet. Zu Přimda gehört der östliche Teil der Wüstung einschließlich der Mühlstätte der Venclův mlýn.

## Kultur und Sehenswürdigkeiten
- Torso des alten Hochofens
- Halden im Tal des Václavský potok
- Reste des Apolénský příkop (Apolloniagraben)
- Gewölbebrücke über den Václavský potok